# Javier de Salas y de Milans
Javier de Salas y de Milans   (Barcelona, 24 d'agost de 1874 - Barcelona, 18 de desembre de 1957) fou un enginyer i dirigent esportiu català de la dècada de 1930.
Era enginyer de camins de professió.
Entrà a formar part de la junta directiva del RCD Espanyol durant els anys vint. El 13 d'agost de 1931 fou nomenat president del club en assemblea, mantenint els germans De La Riva com a vice-presidents i homes forts del club. Romangué a la presidència entre 1931 i 1933, coincidint amb l'arribada de la República a Espanya. En aquest període el club va perdre el títol de Reial i va aconseguir el títol de campió de Catalunya la temporada 1932-33.